# فيليس ألين
فيليس ألين (بالإنجليزية:Phyllis Allen) (مواليد 25 نوفمبر 1861 - وفيات 26 مارس 1938) ممثلة كوميدية استعراضية ومسرحي أمريكي في عصر الأفلام الصامتة كانت تعمل مع تشارلي تشابلن، مابل نورماند، روسكو آرباكل، وماك سينيت خلال مهنة التمثيل الذي تمتد إلى 74 فلم في العقد بين عام 1913 وعام 1923. ونظرا للغته حجم مستدير، كانت مماثلة تماما في المظهر لزملائه في الشاشة الكوميدية ماري دريسلر.

## أعمالها

### أفلام
| - الشجاعة القسرية (1913) - مختلس النظر بيت (1913) - الشغب (1913) - ولد الأم (1913) - اثنان من القطران (1913) - الدهنية في سان ديغوو (1913) - يوم زفاف ريبيكا (1913) - روميو القوي (1913) - يوم حافل (1914) - الحب والرصاص (1914) | - اشتعلت في الملهي (1914) - روندز (1914) - مرحبا مابل (1914) - حظ العاشق (1914) - السادة الأعصاب (1914) - مكانه البلوري (1914) - التعرف (1914) - قيادة ليزي الضالة (1914) - تلك الفرقة الصغيرة من الدهب (1915) | - فاتي بلوكي بوب (1915) - سقوط فاتي المتقلب (1915) - قرصان غواصة (1915) - ليلة في العرض (1915) - المغامر (1917) - فاجوبوند (1917) - الشباب الابيض (1920) - يوم الدفع (1922) |

## روابط خارجية
- فيليس ألين على موقع IMDb (الإنجليزية)
- فيليس ألين على موقع ألو سيني (الفرنسية)
- فيليس ألين على موقع أول موفي (الإنجليزية)
- فيليس ألين على موقع قاعدة بيانات الأفلام السويدية (السويدية)
- فيليس ألين على موقع قاعدة بيانات الفيلم (الإنجليزية)
- فيليس ألين على موقع كينوبويسك (الروسية)